# Niels Christian Kierkegaard
Niels Christian Kierkegaard (24 de septiembre de 1806 - 14 de agosto de 1882) fue un dibujante y litógrafo danés, conocido por el retrato de su primo Søren Kierkegaard.

## Biografía
Niels Christian Kierkegaard nació en Copenhague, Dinamarca. Era hijo de Anders Andersen Kierkegaard y Karen Jørgensen y era primo segundo del filósofo Søren Kierkegaard, el cual hizo el boceto de su retrato. Asistió a la Real Academia de Bellas Artes de Dinamarca desde 1821 hasta 1832. En 1827 fue alumno de Johan Ludwig Lund (1777–1867) y Heinrich Buntzen (1803-1892).
Kierkegaard fue empleado como profesor de dibujo en la Real Academia de Bellas Artes de Dinamarca y en escuelas privadas entre los años 1833 y 1861. Expuso algunas de sus obras en la Exposición de Primavera de Charlottenborg en 1830-1832, 1834 y 1841. Después de eso se centró en la enseñanza y menos en sus propias obras. Kierkegaard normalmente firmó sus obras con las iniciales CK. Falleció soltero en Copenhague y fue enterrado en el cementerio de Assistens.

### Dibujos

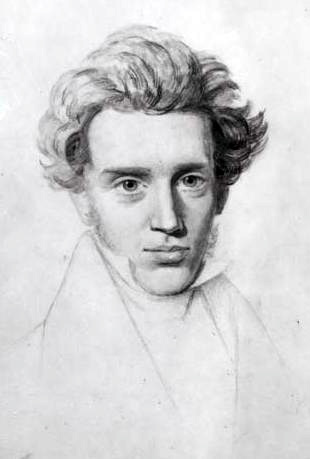
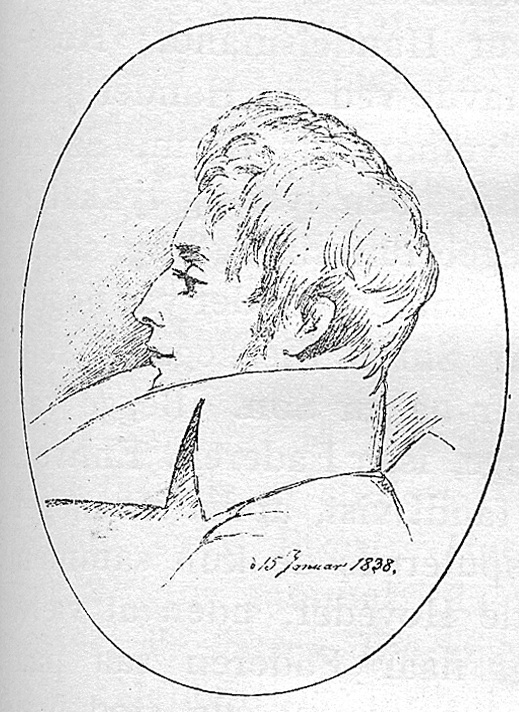
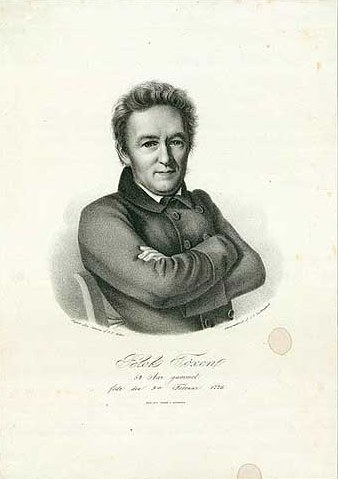